# Neubrandenburger Hausvertrag
Der Neubrandenburger Hausvertrag regelte die formelle Teilung des Herzogtums Mecklenburg nach dem Tod des mecklenburgischen Herzogs  Magnus II. Dessen Söhne Heinrich V. und Albrecht VII. regierten das Herzogtum Mecklenburg zunächst gemeinsam. Doch Albrecht sprach sich für eine Teilung der Herrschaftsbereiche aus. Differenzen zwischen den beiden Brüdern bestanden u. a. über die Haltung zur Reformation. Während Heinrich sie, zunächst vorsichtig, unterstützte, lehnte Albrecht sie ab.
Am 7. Mai 1520 wurde dann der Neubrandenburger Hausvertrag geschlossen. Der dynastische Hausvertrag schrieb die von Albrecht VII. angestrebte und nun auch erzwungene Herrschaftsteilung in die Teilherzogtümer Mecklenburg-Schwerin und Mecklenburg-Güstrow, die jedoch erst 1621 im Zuge der Zweiten Mecklenburgischen Hauptlandesteilung ihren Abschluss fand.
Diese Unterteilung existierte zwar bereits mit einigen Unterbrechungen nach dem Tod Heinrichs des Dicken 1477, jedoch nur in Form einer Zuweisung von Ämtern zur alleinigen Nutznießung. Das Herzogtum wurde jedoch weiterhin als Ganzes angesehen. Gemeinsam blieben auf Drängen der vereinten Landstände das Hof- und Landgericht, das Konsistorium, der Landtag, die Entscheidung über Grenzstreitigkeiten und die Kostentragung für das Reichskammergericht.
In der gemeinschaftlichen Regierung verblieben neben den Bistümern, den Domstiften und großen Klöstern auch die zwölf Städte Rostock, Wismar, Parchim, Güstrow, Neubrandenburg, Schwerin, Sternberg, Malchin, Teterow, Röbel, Waren und Friedland. Durch die Erneuerung des Vertrages vom 22. Dezember 1534 kam auch Woldegk zu den gemeinschaftlich regierten Städten.
Eine reichs- oder lehnsrechtliche Anerkennung dieser Herrschaftsteilung erfolgte nicht. Folgerichtig titelten beide Regenten der Teilherrschaften weiterhin unverändert und ohne Unterschied als Herzöge zu Mecklenburg. Lediglich der besseren Unterscheidung wegen fügte man diesem Titel umgangssprachlich den Namen der Teilherrschaften an.